# Dan Wheldon
Daniel Clive Wheldon (Emberton, Buckinghamshire; 22 de junio de 1978-Las Vegas, Nevada; 16 de octubre de 2011), más conocido como Dan Wheldon, fue un piloto de automovilismo británico. Fue campeón de la IndyCar Series en 2005, subcampeón en 2004 y 2006, y cuarto en 2007 y 2008. Consiguió 16 victorias y 43 podios en ese campeonato, incluyendo dos victorias en las 500 Millas de Indianápolis de 2005 y 2011, dos segundos puestos en 2009 y 2010, y tercero en 2004. También venció en las 24 Horas de Daytona de 2006.

## Carrera

### Primeros años
En sus inicios en el automovilismo, desarrolló una rivalidad con el también británico Jenson Button mientras competían en campeonatos locales. En 1999, Wheldon partió para América del Norte para inscribirse en la Fórmula Ford 2000 Estadounidense. El año siguiente compitió en la Fórmula Atlantic, en la que resultó subcampeón con dos victorias (Homestead 1 y Laguna Seca), dos segundos puestos y dos terceros puestos. En 2001 ascendió a la Indy Lights, donde obtuvo un nuevo subcampeonato tras obtener dos victorias (Gateway y Road Atlanta), tres segundos puestos y dos terceras colocaciones.[cita requerida]

### IndyCar

#### Panther y Andretti Green (2002-2005)
Wheldon fue contratado por el equipo Panther Racing de la IndyCar Series para disputar las dos últimas fechas de la temporada 2002; fue décimo en su debut en Chicagoland. En 2003 se sumó al equipo Andretti Green Racing para la tercera fecha para suplir a un lesionado Dario Franchitti, pero compitió todo el año en sustitución del retirado Michael Andretti. El británico fue nombrado Novato del Año, con un tercer lugar en Texas 2 y tres cuartas colocaciones como mejores resultados, y quedó 11º en el clasificador global.
En la temporada 2004, Wheldon ganó tres carreras (Motegi, Richmond y Nazareth) y consiguió ocho terceros puestos en 16 carreras, conquistando el subcampeonato frente a un dominador compañero de equipo Tony Kanaan. Sus roles se invirtieron en 2005: el británico fue campeón de la IndyCar Series con seis victorias (Homestead, San Petersburgo, Motegi, Indianápolis, Pikes Peak y Chicagoland) y el brasileño quedó segundo. Wheldon participó a fin de año de la Carrera de Campeones.[cita requerida]

#### IndyCar: Chip Ganassi y Panther (2006-2010)

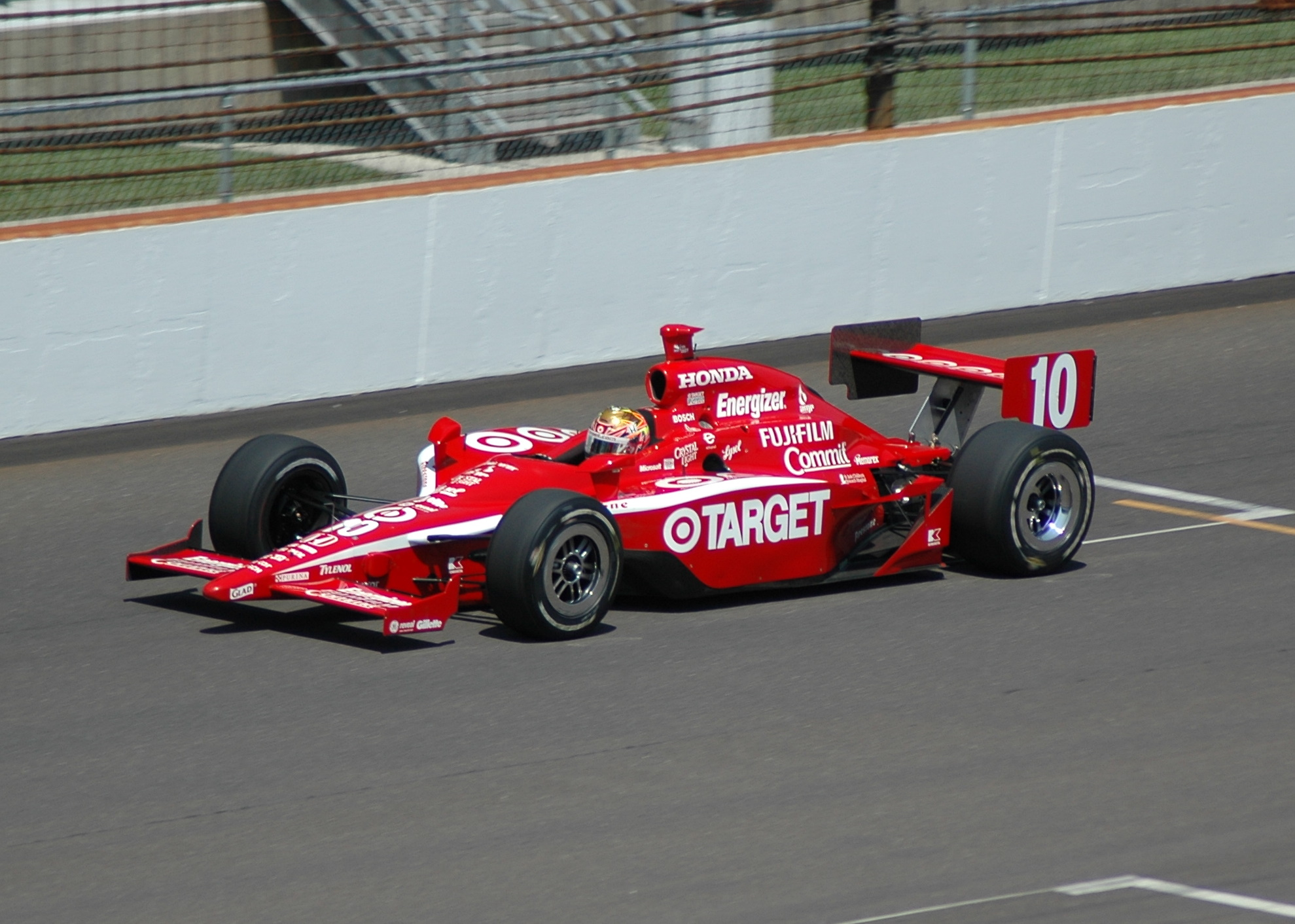
Dan Wheldon practicando para las 500 Millas de Indianápolis de 2007.

Para 2006, Wheldon pasó al equipo Chip Ganassi Racing. Previo al inicio del campeonato, ganó las 24 Horas de Daytona en un Riley-Lexus de ese equipo junto con Scott Dixon y Casey Mears, el primero de ellos compañero de equipo en la IndyCar Series y el otro piloto de Ganassi en la NASCAR. Tras ganar la fecha inaugural en Homestead y la final en Chicagoland, y lograr tres segundos puestos y dos terceros, Wheldon perdió el campeonato frente a Sam Hornish Jr. por empatar en puntos pero conseguir dos victorias contra cuatro del estadounidense. El británico cosechó en 2007 dos victorias (Homestead y Kansas), un segundo puesto y tres terceros, terminando la temporada en cuarto puesto.[cita requerida]
Con dos victorias (Kansas y Iowa), un segundo puesto, un tercer lugar y cinco cuartas colocaciones, Wheldon finalizó la temporada 2008 nuevamente en cuarta posición. El británico retornó para 2009 a su primer equipo en la categoría, Panther Racing. Con apenas un segundo puesto en las 500 Millas de Indianápolis, un cuarto en Iowa y un quinto en Long Beach como mejores resultados, concluyó el año en la décima posición. Wheldon tuvo una actuación algo mejor en 2010, al finalizar segundo en Indianápolis y Chicagoland, tercero en Kentucky y quinto y sexto en sendas carreras. Combinados con malos resultados tanto en óvalos como en circuitos mixtos, Wheldon resultó noveno por detrás de los cinco pilotos de Ganassi y Penske y tres de los de Andretti.[cita requerida]

#### IndyCar: último año (2011)

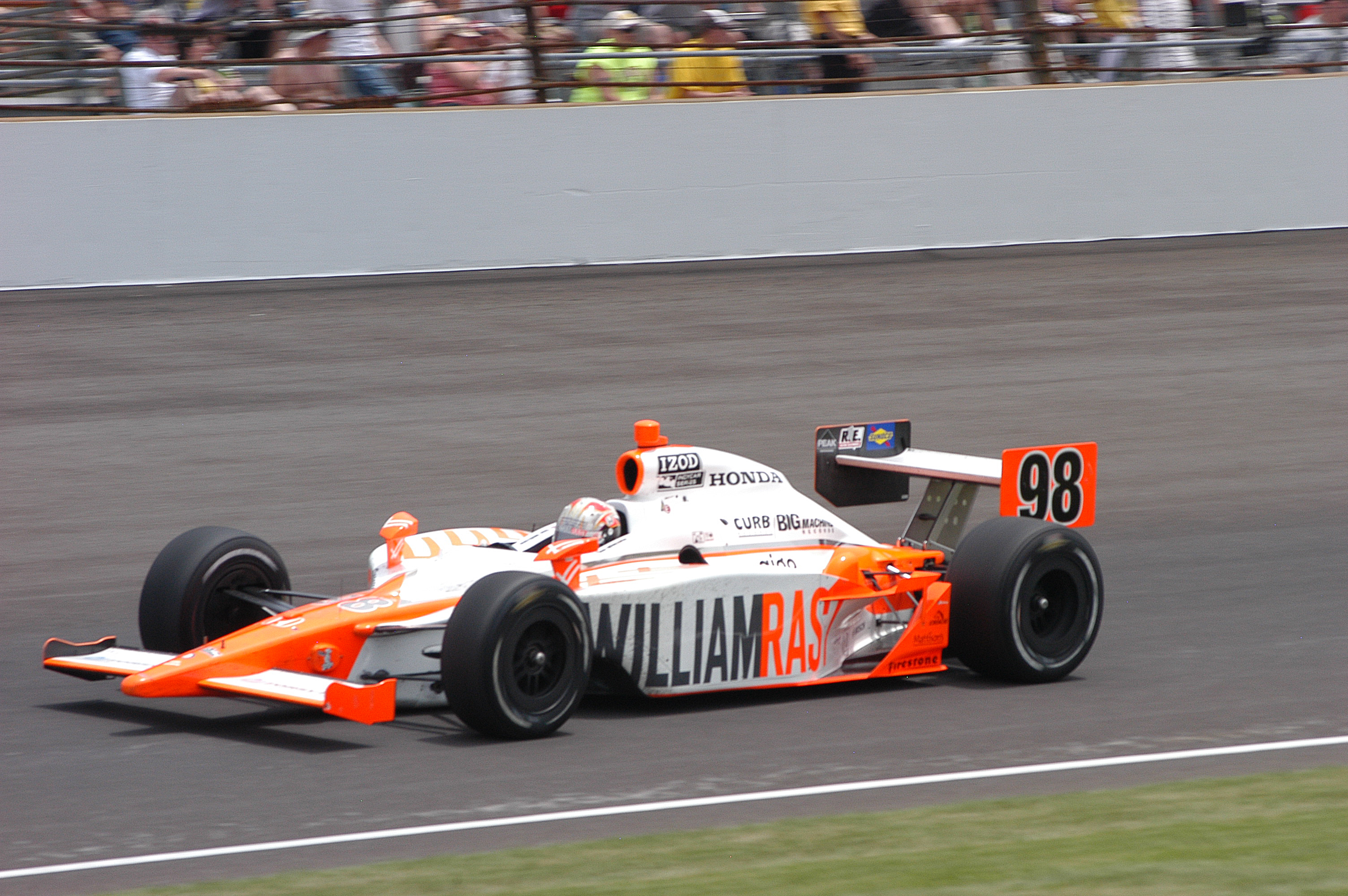
Dan Wheldon en la Indy 500 de 2011.

Panther reemplazó a Wheldon por J.R. Hildebrand en 2011 y el británico no consiguió butaca como titular. Se inscribió a las 500 Millas de Indianápolis con el equipo de Bryan Herta Autosport y la ganó tras superar a Hildebrand en la recta final luego de que este chocara en la última curva. Luego se desempeñó como comentarista de las transmisiones televisivas de la IndyCar y como piloto de pruebas del nuevo automóvil de la serie.[cita requerida]
La IndyCar anunció que Wheldon correría en la fecha final de 2011 en Las Vegas Motor Speedway. Largaría último, y de vencer en la carrera repartiría US$ 5 millones a partes iguales con un fanático sorteado, el mayor premio a ganador en la historia del deporte motor. Además, estaba previsto que el equipo Andretti lo contrataría para ser piloto titular en 2012. Competiría para el equipo Schmidt en lugar de Alex Tagliani. Como entrenamiento para el desafío, disputó la penúltima fecha en Kentucky, donde llegó a meta 14º.[cita requerida]

## Muerte

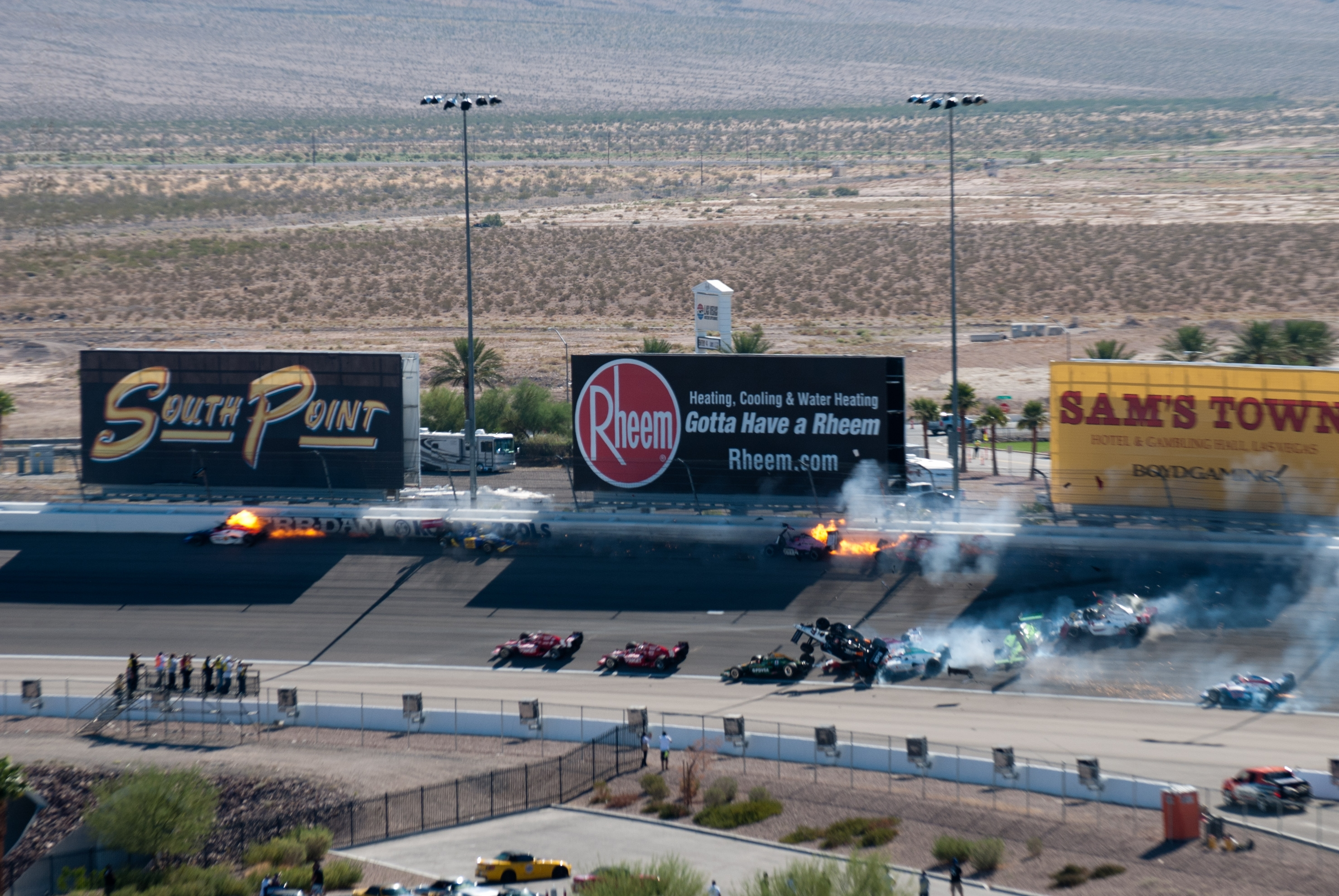
Imagen del fatal accidente.

En la carrera de Las Vegas, Wheldon resultó fatalmente herido en un choque que involucró hasta 15 automóviles y provocó una bandera roja. Wheldon fue incapaz de salir del coche, y fue trasladado a un hospital local con lo que se describió como "lesiones graves". Fue declarado muerto a las 17:00 en el hospital donde fue trasladado por contusiones en la cabeza. Los pilotos decidieron hacer un saludo en su honor de 10 minutos, dando 5 vueltas al óvalo donde estaban corriendo.[cita requerida]
Reacciones
Tanto en la Fórmula 1 como en la NASCAR y otras categorías, juzgaron mucho a la IndyCar y al circuito por no tener los requerimientos necesarios para la seguridad. 
Muchos pilotos de la Fórmula 1 criticaron, mientras que unos nada más extrañaron a Wheldon.
Por el país se dieron a conocer varios apodos en honor a él, como "Dan Welldone" (Dan Bien Hecho) y "Danny Boy".
En Car Town, un juego de Facebook salió por tiempo limitado un auto para comprar llamado "Lionheart Dan Wheldon #1" que es un IndyCar con los colores y pinturas de la bandera de Inglaterra y que en ellas dice: Dan Wheldon 1.[cita requerida]
En homenaje a Dan Wheldon, el coche Dallara IndyCar para la temporada 2012 llevó el nombre de Dallara DW12, usando las iniciales de Dan Wheldon como homenaje póstumo al piloto.

## Resultados

### IndyCar Series
(Clave) (negrita indica pole position) (cursiva indica vuelta rápida)

| Año     | Escudería                                       | Motor     | 1      | 2      | 3      | 4       | 5       | 6       | 7      | 8      | 9      | 10     | 11     | 12     | 13     | 14     | 15     | 16     | 17     | 18    | 19     | Pos. | Puntos |
| ------- | ----------------------------------------------- | --------- | ------ | ------ | ------ | ------- | ------- | ------- | ------ | ------ | ------ | ------ | ------ | ------ | ------ | ------ | ------ | ------ | ------ | ----- | ------ | ---- | ------ |
| 2002    | Panther Racing                                  | Chevrolet | HMS    | PHX    | FON    | NZR     | INDY    | TXS     | PPIR   | RIR    | KAN    | NSH    | MIS    | KTY    | STL    | CHI 10 | TX2 15 |        |        |       |        | 36.º | 35     |
| 2003    | Andretti Green Racing                           | Honda     | HMS    | PHX    | MOT 7  | INDY 19 | TXS 20  | PPIR 19 | RIR 8  | KAN 21 | NSH 4  | MIS 20 | STL 5  | KTY 8  | NZR 7  | CHI 4  | FON 4  | TX2 3  |        |       |        | 11.º | 312    |
| 2004    | Andretti Green Racing                           | Honda     | HMS 3  | PHX 3  | MOT 1  | INDY 3  | TXS 13  | RIR 1   | KAN 9  | NSH 13 | MIL 18 | MIS 3  | KTY 3  | PPIR 3 | NZR 1  | CHI 4  | FON 3  | TX2 3  |        |       |        | 2.º  | 533    |
| 2005    | Andretti Green Racing                           | Honda     | HMS 1  | PHX 6  | STP 1  | MOT 1   | INDY 1  | TXS 6   | RIR 5  | KAN 2  | NSH 21 | MIL 5  | MIS 2  | KTY 3  | PPIR 1 | SNM 18 | CHI 1  | WGL 5  | FON 6  |       |        | 1.º  | 628    |
| 2006    | Chip Ganassi Racing                             | Honda     | HMS 1  | STP 16 | MOT 2  | INDY 4  | WGL 15  | TXS 3   | RIR 9  | KAN 2  | NSH 2  | MIL 8  | MIS 3  | KTY 4  | SNM 6  | CHI 1  |        |        |        |       |        | 2.º  | 475    |
| 2007    | Chip Ganassi Racing                             | Honda     | HMS 1  | STP 9  | MOT 2  | KAN 1   | INDY 22 | MIL 3   | TXS 15 | IOW 11 | RIR 3  | WGL 7  | NSH 8  | MDO 10 | MIS 12 | KTY 17 | SNM 7  | DET 3  | CHI 13 |       |        | 4.º  | 466    |
| 2008    | Chip Ganassi Racing                             | Honda     | HMS 3  | STP 12 | MOT 4  | LBH DNP | KAN 1   | INDY 12 | MIL 4  | TXS 4  | IOW 1  | RIR 4  | WGL 24 | NSH 2  | MDO 17 | EDM 7  | KTY 5  | SNM 4  | DET 20 | CHI 6 |        | 4.º  | 492    |
| 2008    | Panther Racing                                  | Honda     |        |        |        |         |         |         |        |        |        |        |        |        |        |        |        |        |        |       | SRF 11 | 4.º  | 492    |
| 2009    | Panther Racing                                  | Honda     | STP 14 | LBH 5  | KAN 10 | INDY 2  | MIL 10  | TXS 7   | IOW 4  | RIR 10 | WGL 10 | TOR 14 | EDM 15 | KTY 11 | MDO 16 | SNM 12 | CHI 22 | MOT 8  | HMS 21 |       |        | 10.º | 354    |
| 2010    | Panther Racing                                  | Honda     | SAO 5  | STP 20 | ALA 11 | LBH 9   | KAN 15  | INDY 2  | TXS 9  | IOW 11 | WGL 6  | TOR 10 | EDM 20 | MDO 14 | SNM 25 | CHI 2  | KTY 3  | MOT 10 | HMS 9  |       |        | 9.º  | 388    |
| 2011    | BHA with Curb Agajanian Sam Schmidt Motorsports | Honda     | STP    | ALA    | LBH    | SAO     | INDY 1  | TXS1    | TXS2   | MIL    | IOW    | TOR    | EDM    | MDO    | NHM    | SNM    | BAL    | MOT    |        |       |        | 28.º | 75     |
| 2011    | Sam Schmidt Motorsports                         | Honda     |        |        |        |         |         |         |        |        |        |        |        |        |        |        |        |        | KTY 14 | LVS C |        | 28.º | 75     |
| Fuente: |                                                 |           |        |        |        |         |         |         |        |        |        |        |        |        |        |        |        |        |        |       |        |      |        |

#### 500 Millas de Indianápolis
| Año  | Chasis  | Motor | Inicio | Final | Escudería                                       |
| ---- | ------- | ----- | ------ | ----- | ----------------------------------------------- |
| 2003 | Dallara | Honda | 5      | 19    | Andretti Green Racing                           |
| 2004 | Dallara | Honda | 2      | 3     | Andretti Green Racing                           |
| 2005 | Dallara | Honda | 16     | 1     | Andretti Green Racing                           |
| 2006 | Dallara | Honda | 3      | 4     | Chip Ganassi Racing                             |
| 2007 | Dallara | Honda | 6      | 22    | Chip Ganassi Racing                             |
| 2008 | Dallara | Honda | 2      | 12    | Chip Ganassi Racing                             |
| 2009 | Dallara | Honda | 18     | 2     | Panther Racing                                  |
| 2010 | Dallara | Honda | 18     | 2     | Panther Racing                                  |
| 2011 | Dallara | Honda | 6      | 1     | BHA with Curb Agajanian Sam Schmidt Motorsports |